# Meyer Weinberg
Meyer „Pudgy“ Weinberg (auch Gene Meyer, geboren 8. Oktober 1914 in New Orleans; gestorben 29. September 1970 in Dallas) war ein US-amerikanischer Jazzmusiker (Altsaxophon, Klarinette).
Weinberg, der aus einer jüdischen Familie stammte, arbeitete zunächst in New Orleans mit Musikern des New Orleans Jazz, wie den Red Bolman’s Pennsylvanians, in denen auch Julian Laine (Posaune) und Monk Hazel spielten. Später spielte er in Chicago u. a. bei Sharkey Bonano New Orleans Boys („Everybody Loves My Baby“, Decca) und bei Santo Pecora and His Back Room Boys, mit dem er 1937 in Los Angeles Plattenaufnahmen machte. Ab 1937 gehörte er der New Orleans Gang von Louis Prima an, mit dem er auch in dem Musikfilm Swing Cats Jamboree (1938, Regie Roy Mack) auftrat. Im Bereich des Jazz war er zwischen 1936 und 1939 an neun Aufnahmesessions beteiligt. Weinberg war noch bis in die 1940er-Jahre als Jazzmusiker aktiv.